# Saint-Paul-en-Chablais
Saint-Paul-en-Chablais is een gemeente in het Franse departement Haute-Savoie (regio Auvergne-Rhône-Alpes). De plaats maakt deel uit van het arrondissement Thonon-les-Bains. Saint-Paul-en-Chablais telde op 1 januari 2022 2.598 inwoners.

## Geografie
De oppervlakte van Saint-Paul-en-Chablais bedroeg op 1 januari 2022 14,45 vierkante kilometer; de bevolkingsdichtheid was toen 179,8 inwoners per km².
Saint-Paul-en-Chablais is verdeeld in een aantal gehuchten (hameaux), waarvan Praubert en La Beunaz verreweg de bekendste zijn. La Beunaz is bekend om het Plage de La Beunaz. Praubert kreeg in Nederland veel aandacht door de stichting van het landgoed "Le Clos de Kloes".

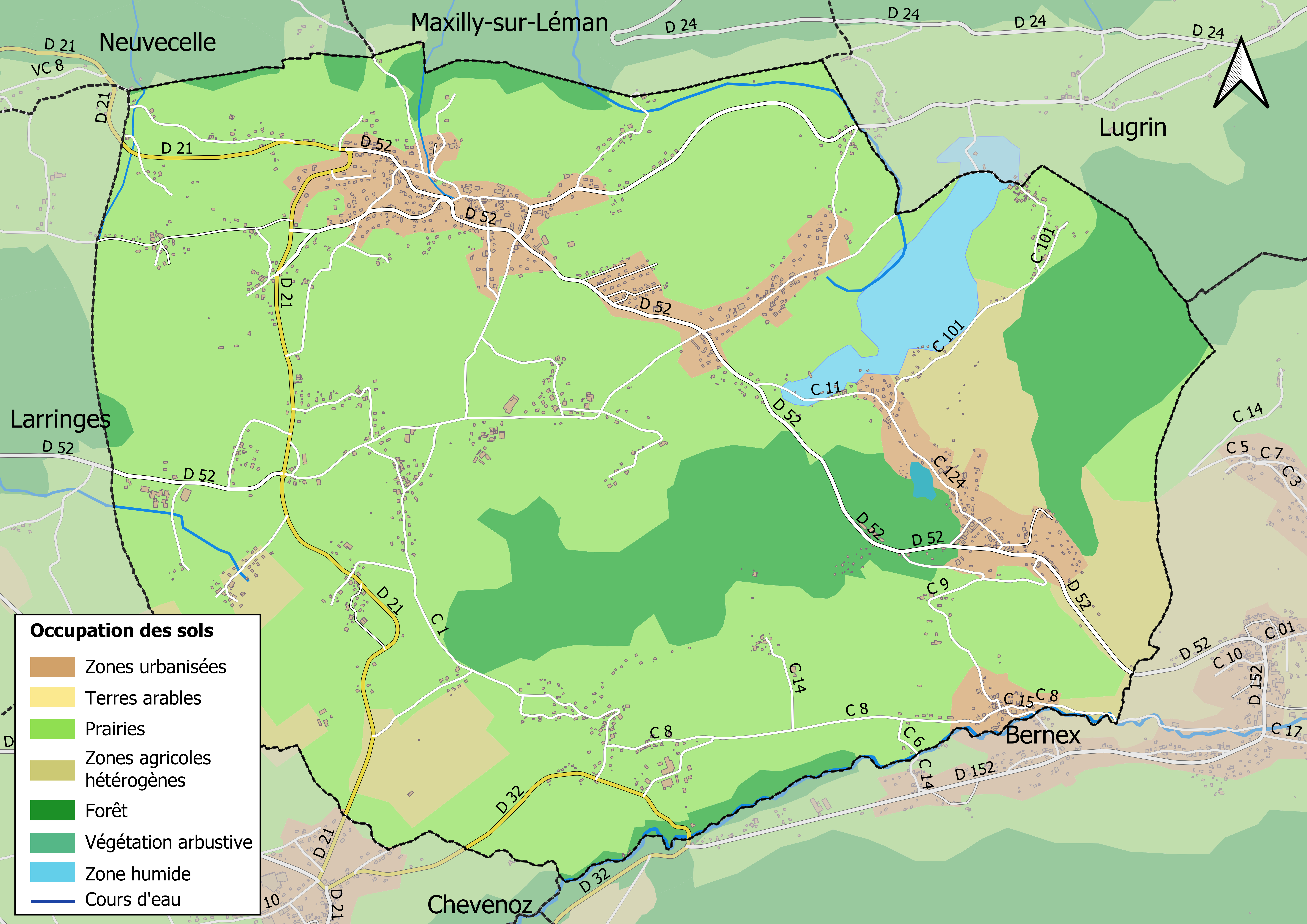
Kaart van de gemeente met de belangrijkste infrastructuur, bodemgebruik en omliggende gemeenten

## Demografie
Onderstaande figuur toont het verloop van het inwonertal (bron: INSEE-tellingen).